# UCI-BMX-Racing-Weltcup 2018
Beim UCI-BMX-Racing-Weltcup 2018, auch UCI-BMX-Supercross-Weltcup genannt, wurden durch die Union Cycliste Internationale die Weltcup-Sieger im BMX-Rennsport ermittelt.

## Termine
Der Weltcup fand von März bis September 2018 statt, mit acht Rennen an vier Standorten:
- Saint-Quentin-en-Yvelines: 31. März und 1. April
- Papendal: 5. und 6. Mai
- Heusden-Zolder: 12. und 13. Mai
- Santiago del Estero: 29. und 30. September

Das letzte Rennwochenende zählte bereits für die Qualifikation zum olympischen BMX-Rennen von 2020, das letztlich im Juli 2021 stattfand.

## Männer
| # | Datum         | Ort                       | Erster         | Zweiter        | Dritter           |
| - | ------------- | ------------------------- | -------------- | -------------- | ----------------- |
| 1 | 31. März      | Saint-Quentin-en-Yvelines | Niek Kimmann   | Romain Mahieu  | Joris Daudet      |
| 2 | 1. April      | Saint-Quentin-en-Yvelines | Joris Daudet   | Romain Mahieu  | Niek Kimmann      |
| 3 | 5. Mai        | Papendal                  | Niek Kimmann   | Joris Daudet   | Sylvain André     |
| 4 | 6. Mai        | Papendal                  | Sylvain André  | Twan van Gendt | Dave van der Burg |
| 5 | 12. Mai       | Heusden-Zolder            | Niek Kimmann   | Sylvain André  | Dave van der Burg |
| 6 | 13. Mai       | Heusden-Zolder            | Niek Kimmann   | Joris Daudet   | Anthony Dean      |
| 7 | 29. September | Santiago del Estero       | Corben Sharrah | Gonzalo Molina | Jared Garcia      |
| 8 | 30. September | Santiago del Estero       | Joris Daudet   | Gonzalo Molina | Anthony Dean      |

Gesamtwertung
| Platz | Name           | Punkte |
| ----- | -------------- | ------ |
| 1     | Niek Kimmann   | 975    |
| 2     | Joris Daudet   | 900    |
| 3     | Sylvain André  | 815    |
| 4     | Romain Mahieu  | 570    |
| 5     | Twan van Gendt | 493    |
| 6     | David Graf     | 485    |

## Frauen
| # | Datum         | Ort                       | Erste            | Zweite           | Dritte               |
| - | ------------- | ------------------------- | ---------------- | ---------------- | -------------------- |
| 1 | 31. März      | Saint-Quentin-en-Yvelines | Laura Smulders   | Natalia Afremova | Saya Sakakibara      |
| 2 | 1. April      | Saint-Quentin-en-Yvelines | Laura Smulders   | Saya Sakakibara  | Elke Vanhoof         |
| 3 | 5. Mai        | Papendal                  | Laura Smulders   | Alise Willoughby | Yaroslava Bondarenko |
| 4 | 6. Mai        | Papendal                  | Alise Willoughby | Judy Baauw       | Saya Sakakibara      |
| 5 | 12. Mai       | Heusden-Zolder            | Beth Shriever    | Judy Baauw       | Laura Smulders       |
| 6 | 13. Mai       | Heusden-Zolder            | Laura Smulders   | Judy Baauw       | Natalia Afremova     |
| 7 | 29. September | Santiago del Estero       | Laura Smulders   | Alise Willoughby | Sarah Walker         |
| 8 | 30. September | Santiago del Estero       | Saya Sakakibara  | Alise Willoughby | Laura Smulders       |

Gesamtwertung
| Platz | Name                 | Punkte |
| ----- | -------------------- | ------ |
| 1     | Laura Smulders       | 1080   |
| 2     | Saya Sakakibara      | 785    |
| 3     | Judy Baauw           | 780    |
| 4     | Yaroslava Bondarenko | 630    |
| 5     | Natalia Afremova     | 565    |
| 6     | Alise Willoughby     | 540    |